# Nina Allan
Œuvres principales
- La Course
- Spin
- La Fracture
- Complications
- Stardust

Nina Allan, née le 27 mai 1966 à Londres au Royaume-Uni, est une romancière et nouvelliste britannique.

## Biographie
Nina Allan est née à Londres le 27 mai 1966. Fille d'un représentant en vins et d'une infirmière, elle passe son enfance à Londres puis dans le Sussex. Elle a étudié la langue et la littérature russes à l'université de Reading et à l'université d'Exeter, puis obtenu un master de littérature à l'université d'Oxford, sa thèse, publiée en 1993, portant sur Folie, mort et maladie dans les romans de Vladimir Nabokov. Elle a travaillé comme acheteuse d'une chaîne de disquaires, puis comme libraire à Londres, jusqu'en 2011, avant de se consacrer entièrement à l'écriture. 
Sa première nouvelle paraît en 2002, dans Dark Horizons, le magazine semestriel de la British Fantasy Society, où elle se met à être régulièrement publiée. 
Elle a proposé un texte à lire à l'écrivain Christopher Priest à l'issue d'un atelier d'écriture en 2004. Celui-ci est devenu son compagnon quelque temps après. Elle a vécu avec lui à Hastings entre 2011 et 2014, puis à Burrington, dans le Devon, avant de quitter l'Angleterre au début de 2017 pour l'île écossaise de Bute, en face de Glasgow. 
Entre septembre 2014 et octobre 2018, elle a tenu une rubrique régulière, Time Pieces, dans la revue Interzone. Depuis septembre 2019, elle est chroniqueuse littéraire au Guardian.  
Plusieurs de ses œuvres ont été publiées en France par les éditions Tristram avec un écho médiatique important, notamment la Fracture, qui a fait l'objet de nombreux articles dans les quotidiens nationaux. Son univers, habile mélange entre réalisme et fantastique, lui vaut désormais de dépasser le seul cercle des amateurs de science-fiction

## Œuvres

### Romans
- La Course, Tristram, 2017 ((en) The Race, NewCon Press, 2014), trad. Bernard Sigaud, 428 p.  (ISBN 978-2-36719-060-0)Réédition augmentée d'un chapitre, « Brock Island », Titan Books, 2016[6]
- Spin, Tristram, 2015 ((en) Spin, The Third Alternative Press, 2013), trad. Bernard Sigaud, 84 p.  (ISBN 978-2-36719-041-9)
- (en) The Harlequin, Sandstone Press, 2015
- La Fracture, Tristram, 2019 ((en) The Rift, Titan Books, 2017), trad. Bernard Sigaud, 403 p.  (ISBN 978-2-36719-071-6)
- Le Créateur de poupées, Tristram, 2021 ((en) The Dollmaker, riverrun, 2019), trad. Bernard Sigaud, 404 p.  (ISBN 978-2-36719-082-2)
- (en) The Silver Wind, Titan Books, 2019Réédition sous forme de roman de The Silverwind avec des versions augmentées des nouvelles Darkroom et Ten Days et avec la nouvelle inédite The Hurricane
- (en) The Good Neighbours, Riverrun, 2021
- Conquest, Tristram, 2023 ((en) Conquest, riverrun, 2023), trad. Bernard Sigaud, 329 p.  (ISBN 978-2-36719-095-2)
- (en) A Granite Silence, riverrun, 2025

### Recueils de nouvelles
- (en) A Thread of Truth, Eibonvale Press, 2007
- Complications[7],[8],[9], Tristram, 2013 ((en) The Silverwind, Eibonvale Press, 2011), trad. Bernard Sigaud, 205 p.  (ISBN 978-2-907681-97-1)
- (en) Microcosmos, NewCon Press, 2013
- Stardust[10], Tristram, 2015 ((en) Stardust: The Ruby Castle Stories, PS Publishing, 2013), trad. Bernard Sigaud, 357 p.  (ISBN 978-2-36719-036-5)
- (en) Ruby, Titan Books, 2020

### Nouvelles
- (en) The Beachcomber, 2002Publiée dans Debbie Bennett, Dark Horizons, n°41
- (en) Coming Around Again, 2002Publiée dans Debbie Bennett, Dark Horizons, n°42
- (en) Minding the Gap, 2002Publiée dans Trevor Denyer, Roadworks, n°14
- (en) Many Colours, 2003Publiée dans Debbie Bennet, Dark Horizons, n°43
- (en) Best Friends, 2003Publiée dans Debbie Bennett, Dark Horizons, n°44
- (en) Terminus, 2003Publiée dans Rosalie Parker, Strange Tales ; reprise dans le recueil A Thread of Truth, 2007
- (en) Eating and Sleeping, 2003Publiée dans Debbie Bennett, Dark Horizons, n°45
- (en) Monsters, 2004Publiée dans Andy Cox, The Third Alternative, n°39
- (en) A Faust Overture, 2005Publiée dans David Longhorn, Supernatural Tales 2005
- (en) Bird Songs at Eventide, 2005Publiée dans Interzone, n°199 ; reprise dans le recueil A Thread of Truth, 2007
- (en) Fleece, 2006Publiée dans Trevor Denyer, Midnight Street
- (en) Amethyst, 2007Publiée dans le recueil A Thread of Truth
- (en) Ryman's Suitcase, 2007Publiée dans le recueil A Thread of Truth
- (en) Queen South, 2007Publiée dans le recueil A Thread of Truth
- Le Vicaire aux sept pignons, 2016 ((en) The Vicar with Seven Rigs, 2007), trad. Bernard SigaudPubliée dans le recueil A Thread of Truth puis en français dans Galaxies nouvelle série, n°44/86
- (en) Heroes, 2007Publiée dans le recueil A Thread of Truth
- (en) A Thread of Truth, 2007Publiée dans le recueil A Thread of Truth
- (en) Dazzle, 2008Publiée dans Trevor Denyer, Midnight Street
- (en) Angelus, 2008Publiée dans Albedo One, n°34
- (en) En Saga, 2008Publiée dans Andy Cox, Black Static
- Chambre noire, 2013 ((en) Darkroom, 2008), trad. Bernard SigaudPubliée dans Allen Ashley, Subtle Edens: An Anthology of Slipstream Fiction puis en français dans le recueil Complications
- Le Char ailé du temps, 2013 ((en) Times' Chariot, 2009), trad. Bernard SigaudPubliée dans Martin McGrath, Focus ; reprise dans le recueil The Silver Wind puis en français dans le recueil Complications
- Microcosme, 2012 ((en) Microcosmos, 2009), trad. Bernard SigaudPubliée dans Interzone, n°222 ; reprise dans le recueil Microcosmos, 2013 puis en français dans Galaxies nouvelle série, n°20/62[11]
- Gardien de mon frère, 2013 ((en) My Brother's Keeper, 2009), trad. Bernard SigaudPubliée dans Andy Cox, Black Static ; reprise dans le recueil The Silver Wind, 2011 puis en français dans le recueil Complications
- Le Ver du Lammas, 2015 ((en) The Lammas Worm, 2009), trad. Bernard SigaudPubliée dans Rosalie Parker, Strange Tales 3, Tartarus Press ; reprise dans le recueil Stardust: The Ruby Castle Stories, 2013 puis en français dans le recueil Stardust
- À l'assaut du ciel, 2015 ((en) Flying in the Face of God, 2010), trad. Annaïg HouesnardPubliée dans Interzone, n°227 ; reprise dans le recueil Microcosmos, 2013 puis en français dans Angle Mort, n°10[11]
- (en) Orinoco, 2010Publiée dans Andy Cox, Black Static ; reprise dans le recueil Microcosmos, 2013
- (en) Bellony, 2010Publiée dans David Rix, Blind Swimmer
- (en) The Phoney War, 2010Publiée dans Allen Ashley, Catastrophia ; reprise dans le recueil Microcosmos, 2013
- (en) The Upstairs Window, 2010Publiée dans Interzone, n°230
- (en) Feet of Clay, 2010Publiée dans Allyson Bird et Joel Lane, Never Again
- Le Vent d'argent, 2013 ((en) The Silver Wind, 2011), trad. Bernard SigaudPubliée dans Interzone, n°233 ; reprise dans le recueil The Silver Wind, 2011 puis en français dans le recueil Complications
- (en) Chaconne, 2011Publiée dans D.T. Ghetu, The Master in Café Morphine - An Homage to Mikhail Bulgakov ; reprise dans le recueil Microcosmos, 2013
- (en) The Muse of Copenhagen, 2011Publiée dans Jonathan Oliver, House of Fear - An Anthology of Haunted House Stories
- À rebours, 2013 ((en) Rewind, 2011), trad. Bernard SigaudPubliée dans le recueil The Silver Wind puis en français dans le recueil Complications
- Chronologies, 2013 ((en) Timelines: An Afterword, 2011), trad. Bernard SigaudPubliée dans le recueil The Silver Wind puis en français dans le recueil Complications
- (en) Wilkolak, 2011Publiée dans Crimewave, n°11
- (en) Seeing NancyPubliée dans Marie O'Regan, The Mammoth Book of Ghost Stories by Women
- (en) The Elephant Girl, 2012Publiée dans Michael Kelly, Shadows and Tall Trees
- (en) The Barricade, 2012Publiée dans Ian Whates, Dark Currents
- (en) Sunshine, 2012Publiée dans Andy Cox, Black Static, n°29
- Face B, 2015 ((en) B-Side, 2013), trad. Bernard SigaudPubliée dans le recueil Stardust: The Ruby Castle Stories puis en français dans le recueil Stardust
- La Porte de l'avenir, 2015 ((en) The Gateway, 2013), trad. Bernard SigaudPubliée dans le recueil Stardust: The Ruby Castle Stories puis en français dans le recueil Stardust
- Cytises, 2015 ((en) Laburnums, 2013), trad. Bernard SigaudPubliée dans le recueil Stardust: The Ruby Castle Stories puis en français dans le recueil Stardust
- Poussière d'étoiles, 2015 ((en) Stardust, 2013), trad. Bernard SigaudPubliée dans le recueil Stardust: The Ruby Castle Stories puis en français dans le recueil Stardust
- Le Naufrage du Julia, 2015 ((en) Wreck of the Julia, 2013), trad. Bernard SigaudPubliée dans le recueil Stardust: The Ruby Castle Stories puis en français dans le recueil Stardust
- Reine rouge, 2015 ((en) Red Queen, 2013), trad. Bernard SigaudPubliée dans le recueil Stardust: The Ruby Castle Stories puis en français dans le recueil Stardust
- (en) A.H., 2013Publiée dans le recueil Microcosmos
- (en) Higher Up, 2013Publiée dans le recueil Microcosmos
- (en) The Tiger, 2013Publiée dans Paul Finch, Terror Tales of London, Gray Friar Press
- (en) Vivian Guppy and the Brighton Belle, 2013Publiée dans David Brix, Rustblind and Silverbright
- (en) Fairy Skulls, 2013Publiée dans Lady Churchill's Rosebud Wristlet, n°29
- (en) The Science of Chance, 2014Publiée dans Ian Whates, Solaris Rising 3
- (en) Marielena, 2014Publiée dans Interzone, n°254
- (en) A Change of Scene, 2015Publiée dans Simon Strantzas, Aickman's Heirs
- (en) The Art of Space Travel, 2015Publié dans Arc 2/5: Home of the Stars
- (en) Astray, 2016Publiée dans Conrad Williams, Dead Letters - An Anthology of the Undelivered, the Missing, the Returned
- (en) Ten Days, 2016Publié dans Now We Are Ten, anthologie de Ian Whates
- (en) Maggots, 2016Publié dans Five Stories High, anthologie de Jonathan Oliver
- La Langue commune, l'Indicatif présent, le Connu, 2018 ((en) The Common Tongue, the Present Tense, the Known, 2016), trad. Bernard SigaudPubliée dans Jonathan Strahan, Drowned Worlds puis en français dans Galaxies nouvelle série, n°53/95[11]
- (en) Neptune's Trident, 2017Publié dans Clarkesworld n°129
- (en) Four Abstracts, 2017Publié dans New Fears, anthologie de Mark Morris
- (en) The Gift of Angels: An Introduction, 2018Publié dans Clarkesworld n° 146
- (en) The Hurricane, 2019Publié dans la réédition augmentée du recueil The Silver Wind, qui comprend aussi Darkroom et Ten Days

## Prix littéraires
- Prix Aeon en 2007 pour Angelus.
- Prix British Science Fiction de la meilleure fiction courte 2013 pour Spin.
- Grand prix de l'Imaginaire de la meilleure nouvelle étrangère 2014 pour le recueil Complications.
- Prix Novella en 2015 pour The Harlequin.
- Prix British Science Fiction du meilleur roman 2017 pour La Fracture.
- Prix British Science Fiction du meilleur livre non-fictif 2023 pour A Traveller in Time: The Critical Practice of Maureen Kincaid Speller.